# مونروفيا

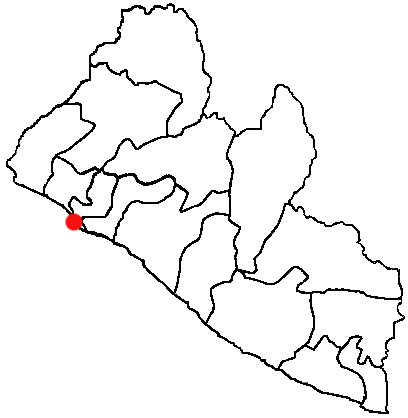
موقع مونروفيا

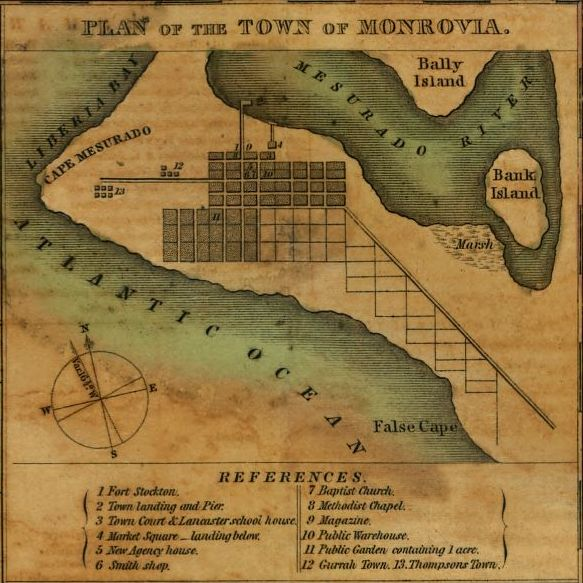
خريطة مونروفيا من القرن التاسع عشر

مونروفيا (بالإنجليزية: Monrovia)‏ هي عاصمة ليبيريا وأكبر مدينة في البلد، تقع على ساحل الأطلسي، بلغ عدد سكانها 970 010 1 في إحصاء 2008، وهو ما يمثل حوالي 29% من مجموع سكان ليبيريا.
تأسست عام 
المدينة في 25 أبريل 1822، وكانت ثاني مستوطنة أمريكية سوداء دائمة في أفريقيا بعد فريتاون عاصمة سيراليون. وقد تم تسمية مونروفيا على شرف الرئيس الأمريكي جيمس مونرو، أحد الداعمين البارزين لاستعمار ليبيريا وجمعية الاستعمار الأمريكية.

## تاريخ
في عام 2014، تأثرت المدينة بوباء إيبولا الذي انتشر في غرب أفريقيا، وتم إعلان اكتشاف إيبولا في ليبيريا في 3 سبتمبر 2015.

## الاقتصاد
تتمركز أهم الأنشطة الاقتصادية لمدينة مونروفيا في مينائها البحري. وقد قامت القوات الأمريكية بتوسيع هذا الميناء خلال الحرب العالمية الثانية، وتشمل الصادرات الرئيسية به خام الحديد. كما يتم تصنيع مواد أخرى مثل الإسمنت والبترول المكرر والمنتجات الغذائية والطوب والبلاط والأثاث والكيماويات، كما يحتوي الميناء على مرافق لتخزين وإصلاح السفن.

## توأمة
- تايبيه، تايوان
- دايتون، أوهايو، الولايات المتحدة
- فيلادلفيا، الولايات المتحدة
- يونكرس، نيو يورك، الولايات المتحدة

## أعلام
- غيد براينت
- صمويل دو
- إلين جونسون سيرليف
- ويليام تولبرت
- جوزيف جنكينز روبرتس